# Al-Ghuz
Al-Ghuz (arab. الغوز) – wieś w Syrii, w muhafazie Aleppo. W 2004 roku liczyła 685 mieszkańców.